# Gartenstadt Berne

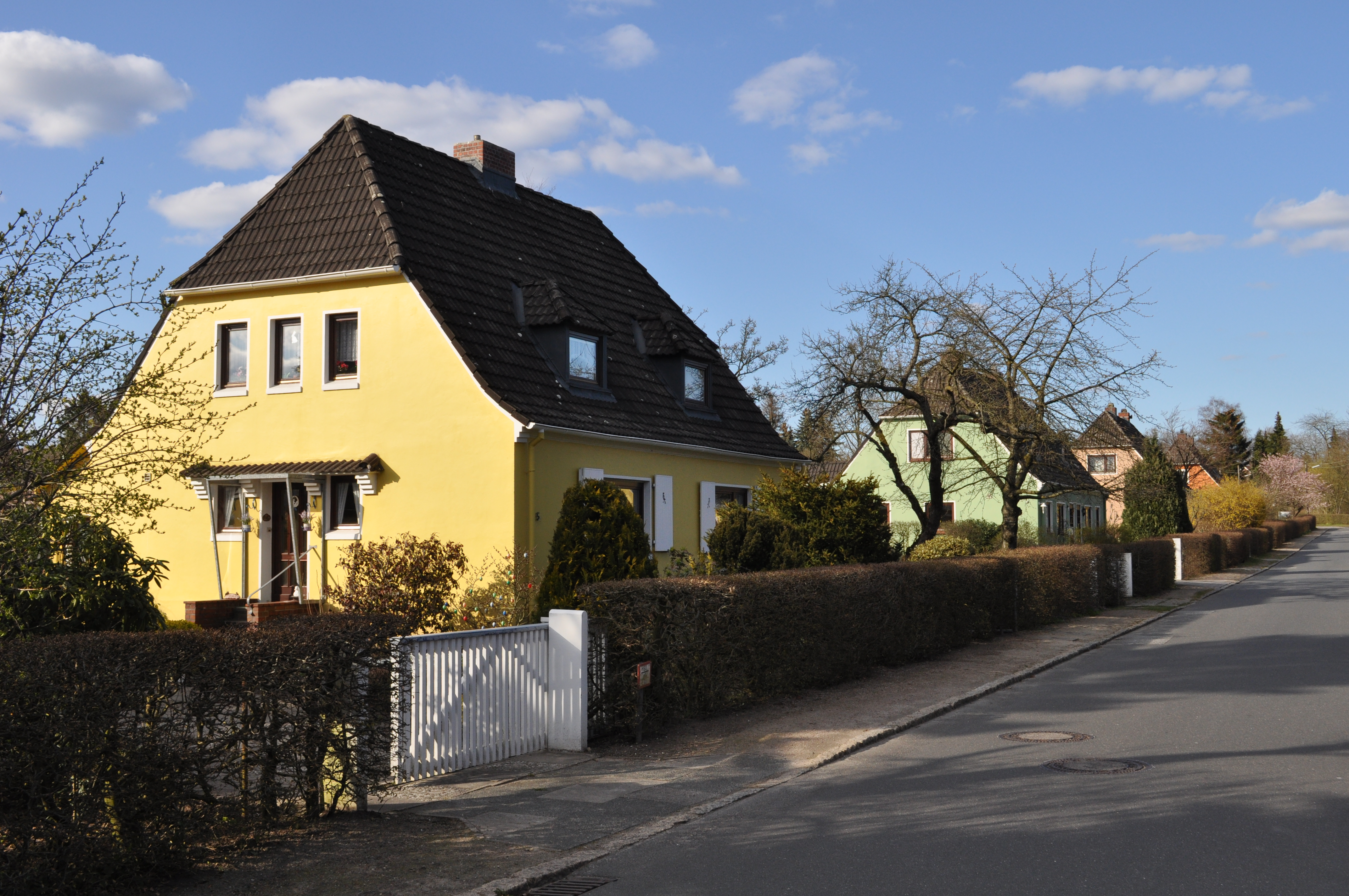
Doppelhaus am Kornpfad

Die Gartenstadt Berne ist ein Siedlungsgebiet im Hamburger Stadtteil Farmsen-Berne, das 1919–1932 im Sinne der Gartenstadtbewegung entstand. Die in genossenschaftlicher Selbsthilfe entstandene Siedlung hatte große Grundstücke, die eine Selbstversorgung mit Obst und Gemüse erlaubten und außerdem die Verrieselung der Abwässer ermöglichten.
Durch den Bau der Walddörferbahn nach 1912 wurden die ländlichen Teile des damaligen hamburgischen Staatsgebietes besser erschlossen und eine Nutzung als Wohngebiet attraktiv. Der erhaltene Bau des U-Bahnhofs Berne verdeutlicht diese Ambitionen der Stadtplaner.
Im Gebiet zwischen den Straßen Beim Farenland, Berner Heerweg, Berner Allee, St. Jürgenstraße, Kleine Wiese entstanden auf 55 ha eines Teils des Geländes des ehemaligen Gutes Berne 540 überwiegend Doppelhaushälften mit einer durchschnittlichen Wohnfläche von 73 m². Die Entwürfe für die in Putztechnik ausgeführten Bauten stammen im Bereich Berner Heerweg von Prestinari, ab 1921 überwiegend von Friedrich Richard Ostermeyer.
Zur Vorbereitung der Bauleistungen in Selbsthilfe wurden auf dem Gelände ein Sägewerk und eine Feldfabrik für Betonsteine errichtet. Die Putzhäuser bauten die Siedler in ihrer Freizeit an Sonntagen. Sie waren größtenteils Gewerkschafter und Sozialdemokraten und von Beruf alle Handwerker. Die Selbsthilfearbeiten wurden früh aufgegeben, nachdem sich herausstellte, dass keine Einsparungen erzielt werden konnten. Mit der Übernahme der Planungen durch Ostermeyer wuchs die Siedlung zügig um 60 bis 100 Häuser jährlich.
Der erste Bauabschnitt am Berner Heerweg aus Reihenhäusern mit meist vier Wohnungen entstand nach den Entwürfen Prestinaris. Es folgten zwischen 1921 und 1924 eingeschossige Doppelhäuser in Putzbauweise. Die verklinkerten, teilweise zweigeschossigen Häuser rund um den Berner Wald wurden nach 1925 errichtet.
Die späteren Bauten gegenüber dem Gutshaus Berne wurden 1929–1930 als Klinkerbauten im Stil des Neuen Bauens ausgeführt.
Die Bauten wurden von der Genossenschaft Gartenstadt Hamburg eG errichtet, die auch heute noch Eigentümerin und Vermieterin ist. Fritz Schumacher errichtete im Westen des Geländes die Schule Lienaustraße zur Versorgung des Gebietes. Im angrenzenden Gebiet entstanden weitere Einfamilienhäuser und auch Doppelhäuser.

## Denkmalschutz

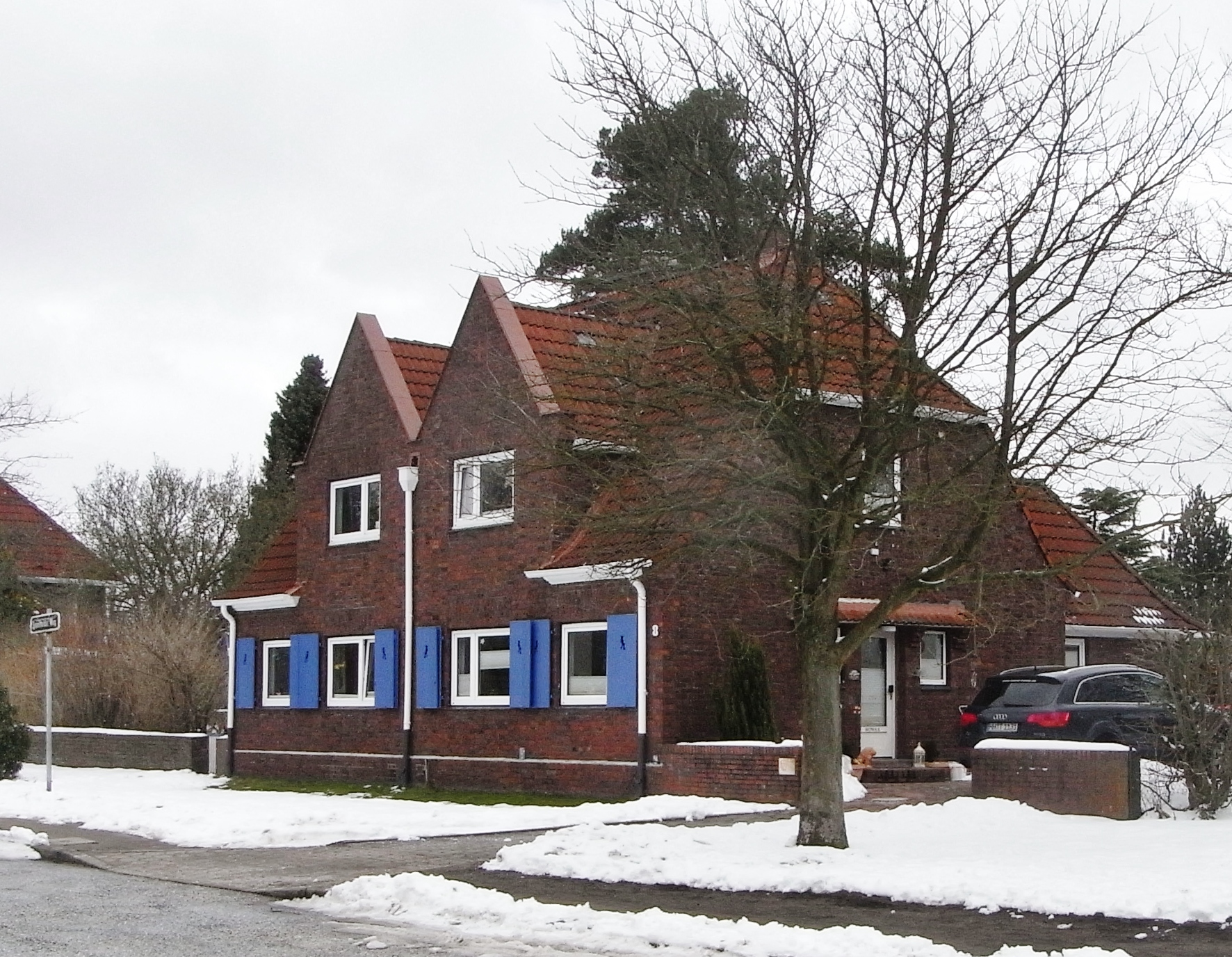
Gartenstadt Berne Saselheider Weg 10

Das Gebiet der Gartenstadt steht seit 1. Mai 2013 zu 94 % unter Denkmalschutz und ist in der Liste der anerkannten Denkmale aufgenommen.
Es wurde gefordert, das Ensemble insgesamt unter Denkmalschutz zu stellen. Nach Pressemeldungen vom Mai 2012 gibt es Abrissüberlegungen für ein Haus, da die Eigentümerin (Genossenschaft Gartenstadt Hamburg eG) darlegte, dass die Sanierungskosten Neubaukostenniveau erreichen sollen, ohne jedoch Neubaustandard zu erlangen.